# Honey Love
Singles de R. Kelly
She's Got That Vibe
(mars 1992) Slow Dance
(août 1992)
Honey Love est une chanson de R. Kelly issue de son premier album Born Into the 90's.
Elle est sortie en single en mai 1992. L'actrice Halle Berry apparaît dans le clip vidéo.
Le titre a été nommé lors de la cérémonie des American Music Award dans la catégorie Meilleure chanson Soul/R&B 1993, finalement remportée par Remember The Time de Michael Jackson.

## Charts
Aux États-Unis, Honey Love est resté classé durant 19 semaines au Billboard Hot 100 et a été n°1 pendant 2 semaines dans le Top R&B US (le premier de R. Kelly).
| Classements / Pays (1992) | Meilleure position |
| ------------------------- | ------------------ |
| Billboard Hot 100         | 39                 |
| Top R&B                   | 1                  |
| Pays-Bas                  | 52                 |